# Karl Enslein

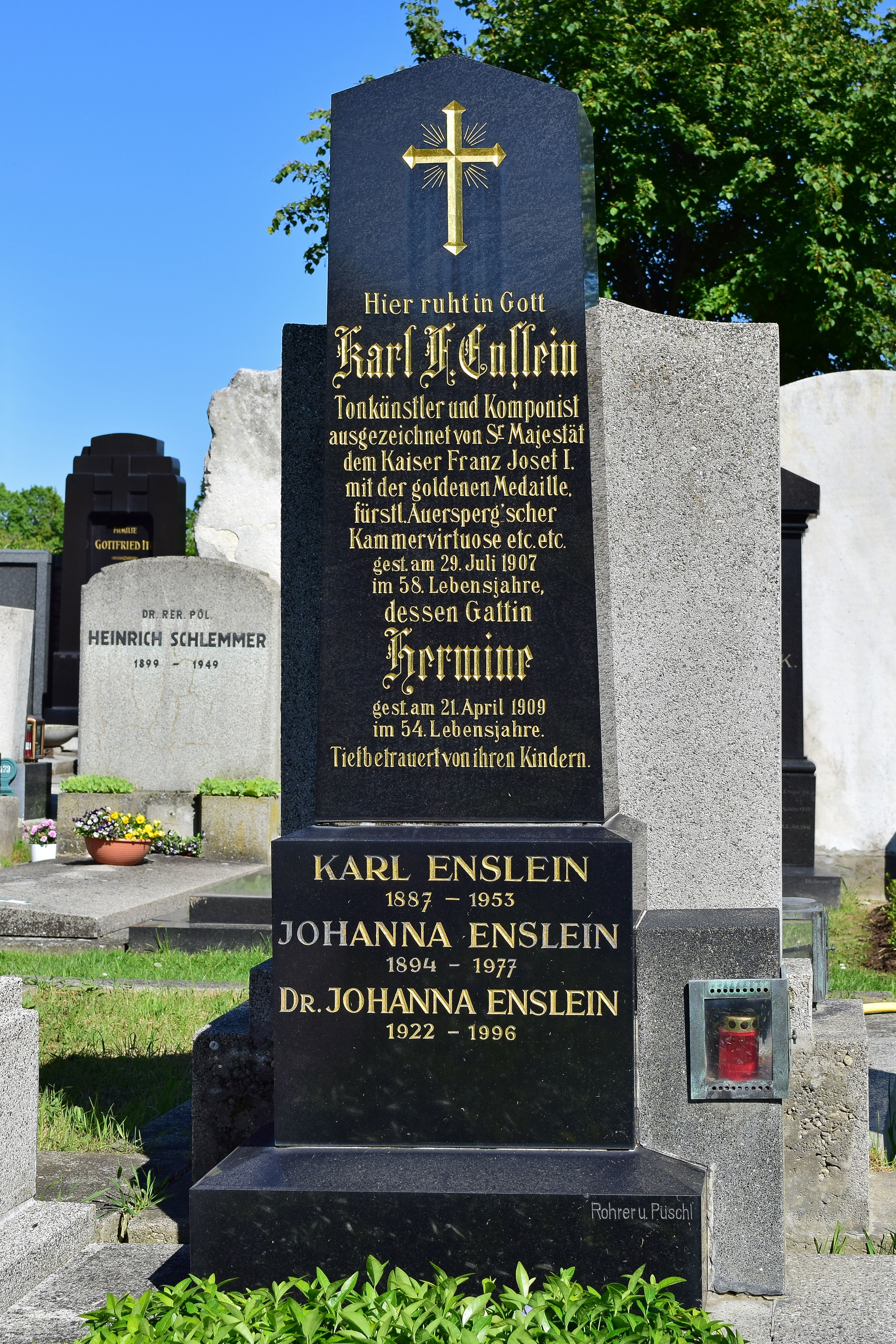
Grab am Wiener Zentralfriedhof

Karl Enslein (* 4. Juni 1849 in Wien; † 29. Juli 1907 ebenda) war ein österreichischer Musiker und Komponist.
Enslein lernte zuerst Violine, dann ein Blasinstrument, um in der Militärkapelle aufgenommen zu werden. Nachdem er sich auch mit Klavier und Harmonielehre beschäftigt hatte, verlegte er sich schließlich ganz auf das Zitherspiel, das er bis zur Virtuosität perfektionierte. Neben Auftritten bei Hof konzertierte der „fürstlich Auerspergische Kammervirtuose“ auch im Wiener Musikverein.
Neben zahlreichen Transkriptionen für sein Instrument, komponierte der Künstler mehr als 300 Stücke. Sein Wissen gab er als Lehrer für Zither und Kompositionslehre weiter.
Für seine Verdienste wurde er mit der Goldmedaille ausgezeichnet, die ihm Kaiser Franz Joseph I. verliehen hat.
Er ruht auf dem Evangelischen Friedhof des Wiener Zentralfriedhofs (I,342).